# 릴리 앨드리지
릴리 앨드리지(영어: Lily Aldridge, 1985년 11월 15일 ~ )는 미국의 모델이다. 란제리 브랜드 빅토리아 시크릿의 전속 모델인 앤젤로서 2010년부터 2018년까지 활동하였다. 또한 2014년 크리시 타이겐, 니나 아그달과 함께 스포츠 일러스트레이티드(SI) 50주년 이슈 커버 모델이였다.

## 어린 시절
1985년 11월 15일 미국 캘리포니아주 샌타모니카에서 태어났다. 아버지는 아티스트 앨런 앨드리지이며 어머니는 모델 로라 라이언스로, 로라는 플레이보이 메이트로도 활동한 경력이 있다. 여동생 루비 앨드리지 역시 모델로 활동 중이다.

## 경력
16살 때 애버크롬비 & 피치를 기점으로 모델 활동을 시작했다. 이후 보비 브라운, 갭, 토미 힐피거 등 다양한 브랜드 광고에 모델로 참여했다. 브랜드 광고와 함께 잡지 모델로서도 활동했다. 17살 때, 보그 스페인판 2003년 8월호 커버를 장식했다. 이후 글래머, 엘르, 얼루어 등 다양한 유명 잡지의 커버 모델로 등장했다. 2014년에는 크리시 타이겐, 니나 아그달과 함께 스포츠 일러스트레이티드 수영복 특집 50주년 기념호 커버를 장식했다.

### 빅토리아 시크릿
2009년, 처음으로 빅토리아 시크릿 패션쇼 무대에 섰으며, 다음 해인 2010년에는 빅토리아 시크릿 앤젤이 되었다. 이후 2011~2014년 무대에도 연달아 섰다. 2015년 12월, 무아와드(Mouawad) 사가 제작한 약 200백 만 달러 상당의 판타지 브라를 착용하고 란제리 쇼 무대를 장식했다.
2011년 1월, 릴리는 동료 엔젤인 린지 엘링슨, 에린 헤더턴, 캔디스 스워너풀과 함께 GQ 영국판 커버를 장식했다. 같은 달 린지, 캔디스와 함께 V 매거진 사설에도 등장했다. 2014년에는 아드리아나 리마, 캔디스 스워너풀, 라이스 히베이루, 엘사 호스크와 함께 보그 영국판에도 등장했다.

### 뮤직 비디오
2000년 초, 림프 비즈킷의 "Break Stuff" 뮤직 비디오에 카메오로 출연했다. 2015년, 테일러 스위프트의 "Bad Blood에서 암살자 '프로스트바이트 (Frostbyte)' 역으로 등장했다. 킹스 오브 리언 "Use Somebody", "Temple"에도 등장했다.

## 사생활
2010년, 밴드 킹스 오브 리언의 프런트맨인 갈렙 팔로윌과의 약혼 소식이 전해졌다. 이들은 2007년 보나루 음악 축제에서 만난 것으로 전해졌다. 이후 2011년 5월 12일 두 사람은 결혼을 했고, 2012년 6월 21일 앨드리지는 딸 딕시 펄 팔로윌(Dixie Pearl Followill)을 출산했다. 앨드리지는 2019년 1월 29일 아들 윈스턴 로이 팔로윌(Winston Roy Followill)을 출산했다.